# Antonín František Stehlík
Antonín František Stehlík (11. března 1921, Hluboké Mašůvky – 28. srpna 1989, Znojmo) byl český malíř a novinář.
Jeho synem byl malíř a sochař Jan Rostislav Stehlík.

## Biografie
Antonín František Stehlík se narodil v roce 1921 v Hlubokých Mašůvkách nedaleko Znojma, v letech 1928–1935 absolvoval základní školu v Hlubokých Mašůvkách a následně měl nastoupit do učení, které ukončil v roce 1938. V témže roce se snažil nastoupit na gymnázium v Moravských Budějovicích, kam se však z důvodu zhoršující situace v republice již nedostal a rodina Antonína Stehlíka se odstěhovala do Třebíče, kde otec rodiny vlastnil reklamní agenturu, ve které začal Antonín Stehlík pracovat jako pomocník. Po začátku druhé světové války však Antonín Stehlík byl odveden na nucené práce do Rakouska, Německa a následně i do Francie, do Československa se vrátil až v roce 1945 a v témže roce se odstěhoval do Znojma, kde si vzal Otilii Fišerovou.
Mezi lety 1946 a 1950 soukromě studoval malířství u učitele gymnázia v Moravských Budějovicích Františka Šindeláře. V roce 1945 se začal stejně jako otec věnovat také novinářské práci. V rámci novinařiny se seznámil s uměleckým teoretikem Prokopem Tomanem, který ho doporučil k soukromým studiím malířství u Otakara Nejedlého, u něj začal studovat kolem roku 1952, pokračoval až do smrti Otakara Nejedlého v roce 1957. V tzv. Tomanově společnosti se seznámil s Vojtěchem Sedláčkem, který Antonína Stehlíka ovlivnil v technice kresby. V roce 1952 se spřátelil také s Petrem Bezručem, kdy přátelství pokračovalo až do smrti Petra Bezruče, během přátelství Antonín Stehlík vytvořil soubor 120 kreseb pod názvem Bezručovy moravské výplazy. V roce 1973 obdržel Medaili Maxe Švabinského.
V polovině padesátých let se začal věnovat také malbě a kresbě míst ze svého dětství a mládí. V šedesátých letech navštívil několikrát Itálii, Slovensko a Rusko, tyto cesty ho ovlivnily v jeho další tvorbě. Od poloviny sedmdesátých let se začal malbě a kresbě věnovat profesionálně a také se začal zabývat malbou míst z jižní Moravy nebo z města Znojma.
V roce 1991 mu bylo uděleno čestné občanství Hlubokých Mašůvek.

## Výstavy

### Samostatné
- 1966, Kulturní dům, Čenkov (Antonín František Stehlík: Čenkov v kresbách)
- 1966, Moravský Krumlov (Antonín František Stehlík: SSSR očima malíře)
- 1967, Třebíč (Antonín František Stehlík: Bezručovy moravské výplazy v kresbách)
- 1967, ČKD Blansko, Blansko (Antonín František Stehlík: Sovětský svaz očima malíře)
- 1967, Výstavní síň KDJF Adamov u Brna, Adamov (Bezručovy moravské výplazy v kresbách Ant .Frant. Stehlíka)
- 1967, Kulturní dům Josefa Jurana, Rosice (Antonín František Stehlík: SSSR očima malíře)
- 1967, Střední průmyslová škola, Žďár nad Sázavou (Antonín František Stehlík: Vysočina Petru Bezručovi)
- 1968, Vlastivědný kroužek SZKP, Rosice (Antonín František Stehlík: Ke 100. výročí narozenin národního umělce Petra Bezruče)
- 1968, Zámek Jaroměřice nad Rokytnou, Jaroměřice nad Rokytnou (Antonín František Stehlík: Krajem Otokara Březiny)
- 1968, Galleria d'Arte La Mossa, Siena (Antonín František Stehlík: Mostra dei disegni)
- 1969, Sdružený závodní klub pracujících, Rosice (Antonín František Stehlík: Bella Italia)
- 1969, JAKOS - okresní průmyslový podnik Uherské Hradiště, Uherské Hradiště (Antonín František Stehlík: Krásy Slovenska)
- 1971, Okresní kulturní středisko Bedřicha Václavka, Třebíč (Antonín František Stehlík)
- 1971, Okresní knihovna - výstavní síň, Třebíč (Antonín František Stehlík: Cesta do Orientu a Itálie)
- 1971, Jednotný kulturní klub, Žďár nad Sázavou (Antonín František Stehlík: Cestami Uzbekistánu)
- 1971, Okresní kulturní středisko, Břeclav (Antonín František Stehlík: SSSR očima malíře)
- 1972, Záhorské múzeum, Skalica (Antonín František Stehlík: SSSR očima malíře)
- 1973, Horácké muzeum, Nové Město na Moravě (Antonín František Stehlík: Z cest malíře po sovětské zemi)
- 1974, Oblastní galerie Vysočiny v Jihlavě, Jihlava (Antonín František Stehlík: Krajiny)
- 1979, Muzeum v Ivančicích, Ivančice (Antonín František Stehlík: Krajiny)
- 1981, Kulturní dům, Dobříš (Antonín František Stehlík: Krajiny)
- 1981, Oblastní galerie Vysočiny v Jihlavě, Jihlava (Antonín František Stehlík: Oleje z let 1955-1981)
- 1982, Střediskový klub pracujících, Moravský Krumlov (Antonín František Stehlík: Obrazy)
- 1982, Jednotný klub pracujících ROH, Třebíč (Antonín František Stehlík: Obrazy, kresby)
- 1986, Jihomoravské muzeum, Znojmo (Antonín František Stehlík: Obrazy, kresby)
- 1987, Sdružený klub pracujících, Letovice (Antonín František Stehlík: Obrazy, kresby)
- 1988, Kulturní dům, Třešť (Antonín František Stehlík: Obrazy)

### Kolektivní
- 1954, Oblastní galerie Vysočiny v Jihlavě, Jihlava (Výstava mladých)
- 1956, Muzeum Moravská Třebová, Moravská Třebová (Čtyři moravští malíři)
- 1958, Výstavní síň Pražské energetiky, a.s., Praha (Antonín Stehlík, Petr Bezruč: Moravské výplazy)
- 1971, Galerie U Řečických, Praha (Malíři na cestách)
- 1972, Galerie pod krokodýlem, Brno (Mizející krajina: Obrazy a kresby ze zatopených oblastí Jihomoravského kraje)
- 1975, Dům umělců, Hradec Králové (Dukla 1945 - 1975)
- 1976, Oblastní galerie Vysočiny v Jihlavě, Jihlava (Současná tvorba na Vysočině (obrazy, kresby, plastiky))
- 1978, Oblastní galerie Vysočiny v Jihlavě, Jihlava (Současná tvorba na Vysočině - obrazy, kresby, grafika, plastiky)
- 1983, Malinův dům, Havlíčkův Brod (Antonín František Stehlík, Jan Rostislav Stehlík: Obrazy)
- 1985, Dům umění města Brna, Brno (Výtvarní umělci Jihomoravského kraje: Výstava ke 40. výročí osvobození Československa Sovětskou armádou)
- 1985, Oblastní galerie Vysočiny v Jihlavě, Jihlava (Výtvarníci Vysočiny (Na počest 40. výročí osvobození Československa sovětskou armádou))
- 1986, Kulturní dům Julia Fučíka, Adamov (Obrazy a kresby A. F. Stehlíka a J. R. Stehlíka)